# نرمان
نرمان ، روستایی از توابع بخش وراوی شهرستان مهر در استان فارس ایران است.

## جمعیت
این روستا در دهستان وراوی قرار دارد و براساس سرشماری مرکز آمار ایران در سال ۱۳۸۵، جمعیت آن ۱٬۰۷۱ نفر (۲۱۵خانوار) بوده‌است.